# Dziewoklicz
Dziewoklicz (do 1945 roku niem. Jungfernberg) – kąpielisko w Szczecinie położone na wyspie Ustowskie Mokradła, na prawym brzegu Odry Zachodniej, nad Kanałem Leśnym, nad Zatoką Śpiącego Suma, na południe od ulicy Floriana Krygiera i mostu Pomorzan. Należy do osiedla Międzyodrze-Wyspa Pucka.
W 1825 roku założono na Dziewokliczu osiedle, które rada miejska Szczecina wydzierżawiła kupcowi o nazwisku Hirsch. Hirsch próbował założyć w tym miejscu niewielką fabrykę potasu, która upadła jednak z braku surowców. W 1864 roku na Dziewokliczu znajdowały się dwa domy zamieszkane przez 20 osób, pracujących w okolicznym lesie.
Po 1918 roku dokonano rozbudowy sieci kolejowej w mieście. W 1923 roku wybudowano odgałęzienie w kierunku Zdrojów. Linię, z uwagi na grząski teren, poprowadzono po nasypie kolejowym, biegnącym przez Dziewoklicz. W lecie 1933 roku miało miejsce otwarcie kąpieliska z liczącą 300 m plażą na obszarze 4 ha. W 1936 roku otwarto w Dziewokliczu przystanek kolejowy. Do 1939 roku Dziewoklicz należał do powiatu Randow, a w czasie II wojny światowej został przyłączony do Szczecina.
W latach 1945–48 Dziewoklicz był częścią powiatu gryfińskiego, lecz w 1948 roku został ponownie wcielony w granice Szczecina. W latach 60. przy ujściu Kanału Leśnego do Odry utworzono duże kąpielisko miejskie „Dziewoklicz”. Z dawnej fabryki zachowały się niewielkie szczątki i kanał przeładunkowy, który wykorzystywany był do kajakarstwa.
Nazwa polska została utworzona w 1945 roku i jest zdrobniałą kalką niemieckiej nazwy Jungfernberg (dosł. Góra Dziewicza).